# Хинтон (Западная Виргиния)
Хинтон (англ. Hinton) — город в штате Западная Виргиния (США). Он является административным центром округа Саммерс. В 2010 году в городе проживало 2676 человек.

## Географическое положение
Хинтон находится на юге штата Западная Виргиния и является административным центром округа Саммерс. Город находится на слиянии рек Гринбрайер и Нью-Ривер. По данным Бюро переписи населения США город Хинтон имеет общую площадь в 7,85 квадратных километров, из которых 5,75 кв. километров занимает земля и 2,10 кв. километров — вода. Между городами Альдерсон и Хинтон расположен частный аэропорт, обслуживающий эти города. Вблизи города расположен парк штата Блюстоун.

### Климат
По классификации климатов Кёппена климат Хинтона относится к морскому климату западного побережья. Среднее годовое количество осадков — 937,3 мм. Средняя температура в году — 11,9 °C, самый тёплый месяц — июль (средняя температура 23,1 °C), самый холодный — январь (средняя температура 0,3 °C).

## История
Хинтон был инкорпорирован в 1880 году. Город был построен на земле, купленной железнодорожной компанией Чесапика и Огайо в 1871 году у сына одного из первых белых поселенцев Исаака Балленжи, который получил ту землю в дар от Виргинии в 1777 году. До появления железной дороги на территории проживало 6 семей. К 1892 году железнодорожная компания закончила строительства депо на 40 поездов, что обеспечило работу 540 сотрудникам. Более полувека город был важным железнодорожным узлом. К 1950-м годам угольная промышленность пошла на спад, происходил переход от паровых двигателей к дизельным. Рабочие места, связанные с обслуживанием паровозов, сократили. Население города начало уменьшаться. В 1949 году была построена Блюстоунская дамба на Нью-Ривер, которая стала новым предприятием в городе. Было создано озеро Блюстоун, которое затем стало местом отдыха и было включено в парк штата Блюстоун. В Хинтоне проходят Фестиваль воды в августе и Железнодорожные дни в октябре.

## Население
По данным переписи 2010 года население Хинтона составляло 2676 человека (из них 46,6 % мужчин и 53,4 % женщин), 1276 домашних хозяйств и 676 семей. Расовый состав: белые — 92,0 %, афроамериканцы — 5,3 % и представители двух и более рас — 2,0 %.
Из 1276 домашних хозяйств 34,8 % представляли собой совместно проживающие супружеские пары (10,3 % с детьми младше 18 лет), в 13,2 % семей женщины проживали без мужей, в 4,9 % семей мужчины проживали без жён, 47,0 % не имели семьи. В среднем домашнее хозяйство ведут 2,07 человек, а средний размер семьи — 2,83 человека.
Население города по возрастному диапазону по данным переписи 2010 года распределилось следующим образом: 19,4 % — жители младше 18 лет, 3,7 % — между 18 и 21 годами, 53,7 % — от 21 до 65 лет и 23,2 % — в возрасте 65 лет и старше. Средний возраст населения — 46,0 года.
В 2014 году медианный доход на семью оценивался в 43 385 $, на домашнее хозяйство — в 29 865 $. Доход на душу населения — 19 756 $.
Динамика численности населения:
|  |